# Vibrac (Charente)
Vibrac è un comune francese di 315 abitanti situato nel dipartimento della Charente, nella regione della Nuova Aquitania.

## Società

### Evoluzione demografica
Abitanti censiti